# Vòng loại bóng đá nữ Thế vận hội Mùa hè 2016 khu vực châu Âu
Giải đấu vòng loại bóng đá nữ UEFA 2016 là giải đấu bóng đá nữ do UEFA tổ chức để chọn ra đội tuyển bóng đá nữ quốc gia châu Âu cuối cùng được góp mặt tại Thế vận hội Mùa hè 2016 tại Brasil. Giải đấu diễn ra từ 2 tới 9 tháng 3 năm 2016 tại Hà Lan.
Có bốn đội tuyển tham dự giải: Hà Lan, Na Uy, Thụy Điển và Thụy Sĩ. Với tư cách là đội xếp thứ nhất chung cuộc, Thụy Điển giành suất dự Thế vận hội cuối cùng của châu Âu, cùng Pháp và Đức, là ba đại diện của UEFA.

## Bối cảnh
Giống như các kỳ Thế vận hội trước, UEFA sử dụng Giải vô địch bóng đá nữ thế giới để lựa chọn đội tuyển tham dự Thế vận hội Mùa hè. Ba đội của UEFA tiến xa nhất tại Giải vô địch bóng đá nữ thế giới 2015 ở Canada, trừ Anh, sẽ có mặt tại Thế vận hội Mùa hè 2016 ở Brasil. Nếu các đội còn cơ hội dự Olympic cùng dừng bước tại cùng một vòng thi đấu, thì thành tích tại giải sẽ không phải là yếu tố phân hạng mà thay vào đó là các trận tranh vé vớt hay một giải đấu nhỏ diễn ra vào đầu năm 2016.
Anh không thể tham dự Thế vận hội vì không nằm trong IOC, mặc dù đội tuyển Vương quốc Liên hiệp Anh từng thi đấu vào năm 2012 với tư cách chủ nhà. Hiệp hội Bóng đá Anh từng bày tỏ ý định cử và tổ chức các đội tuyển đại diện cho Hiệp hội Olympic Vương quốc Liên hiệp Anh tại Thế vận hội 2016 nếu Anh vượt qua vòng loại. Tuy nhiên do sự phản đối kịch liệt từ phía các liên đoàn Scotland, Wales và Bắc Ireland, cùng động thái của FIFA về việc sẽ không cho phép đội tuyển Anh Quốc nào tham gia mà không đạt được sự đồng thuận của cả bốn quốc gia Home Nations, FA buộc phải ra thông báo vào ngày 30/3/2015 rằng họ sẽ rút lui không tham dự Thế vận hội.
Hai trong ba suất dự Thế vận hội đã chính thức có chủ là các đội tuyển Pháp và Đức khi đây là một trong ba đội tuyển châu Âu góp mặt tại tứ kết (cùng với Anh). Bốn đội tuyển châu Âu bị loại ở vòng 16 đội (Hà Lan, Na Uy, Thụy Điển và Thụy Sĩ) sẽ tham gia một giải đấu tranh vé vớt của UEFA để tìm ra đội tuyển cối cùng có mặt ở Brasil.
Lần cuối cùng suất dự Thế vận hội phải giải quyết bằng play-off là vào năm 2008 khi Thụy Điển vượt qua Đan Mạch để giành tấm vé cuối cùng tại Olympic Bắc Kinh 2008.
| Đội         | Thành tích chung cuộc | Tư cách tham dự Thế vận hội Mùa hè 2016 |
| ----------- | --------------------- | --------------------------------------- |
| Anh         | Hạng ba               | Không đủ điều kiện                      |
| Đức         | Hạng tư               | Tham dự Thế vận hội                     |
| Pháp        | Tứ kết                | Tham dự Thế vận hội                     |
| Hà Lan      | Vòng 16 đội           | Tham dự giải đấu playoff                |
| Na Uy       | Vòng 16 đội           | Tham dự giải đấu playoff                |
| Thụy Điển   | Vòng 16 đội           | Tham dự giải đấu playoff                |
| Thụy Sĩ     | Vòng 16 đội           | Tham dự giải đấu playoff                |
| Tây Ban Nha | Vòng bảng             | Không đủ điều kiện                      |

## Các đội tham dự
Chỉ có Na Uy và Thụy Điển từng góp mặt tại Thế vận hội, trong đó Na Uy có ba lần, đồng thời vinh dự là đội tuyển châu Âu duy nhất giành huy chương vàng với chién thắng vào năm 2000, đồng thời giành huy chương đồng vào năm 1996. Thụy Điển góp mặt ở cả năm kỳ Thế vận hội nhưng chưa giành được huy chương với thành tích tốt nhất là hạng tư năm 2004.
| Tên       | Xếp hạng FIFA khi giải bắt đầu | Xếp hạng UEFA khi giải bắt đầu | Đội hình  |
| --------- | ------------------------------ | ------------------------------ | --------- |
| Hà Lan    | 12                             | 8                              | Hà Lan    |
| Na Uy     | 10                             | 4                              | Na Uy     |
| Thụy Điển | 8                              | 3                              | Thụy Điển |
| Thụy Sĩ   | 20                             | 13                             | Thụy Sĩ   |

## Thể thức
Bốn đội tuyển thi đấu vòng tròn một lượt, đội đứng đầu sau ba lượt trận sẽ dự Thế vận hội.

## Địa điểm

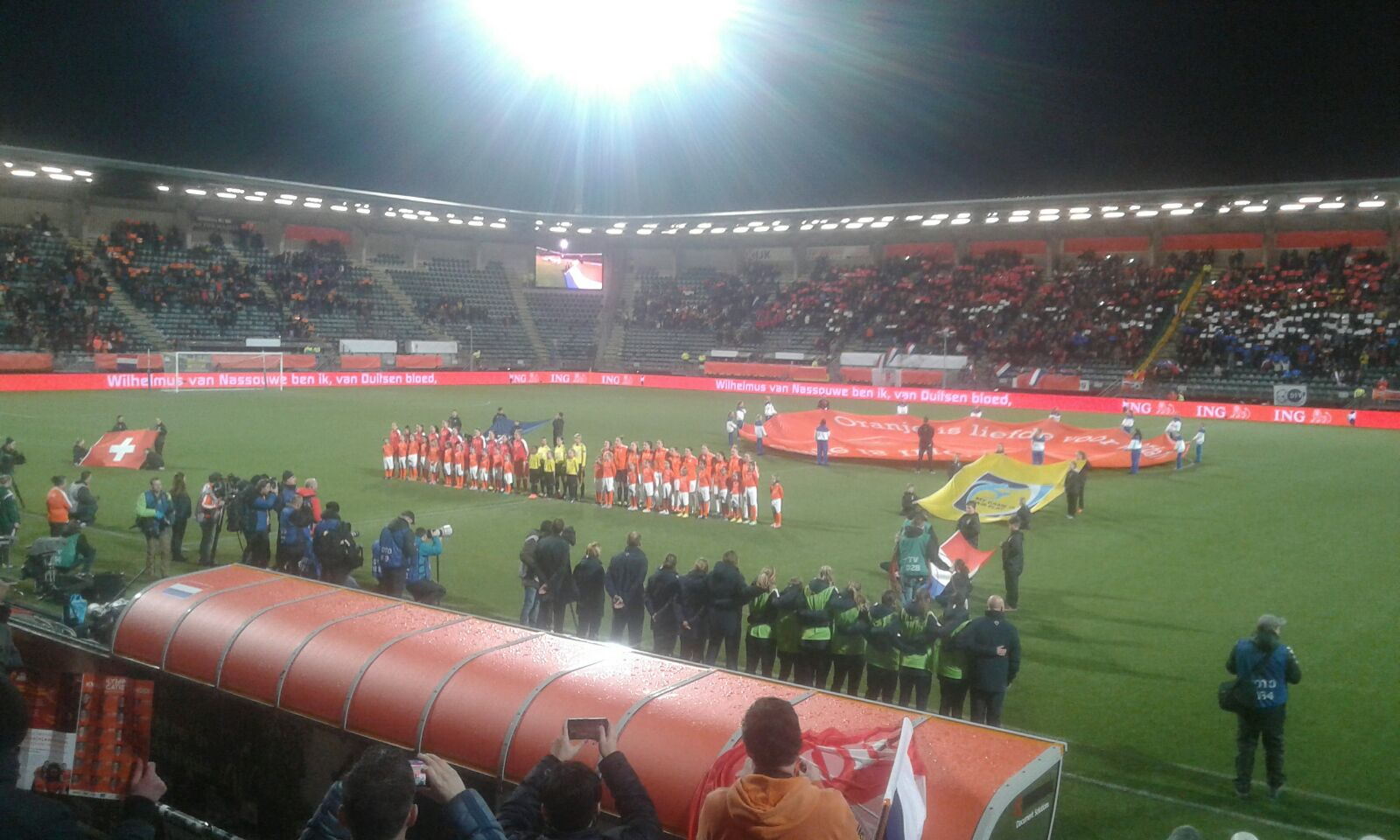
Trước thềm trận Hà Lan gặp Thụy Sĩ

Rotterdam và Den Haag của Hà Lan là các thành phố được Liên đoàn bóng đá Hoàng gia Hà Lan (KNVB) đăng cai.
| Sân vận động       | Địa điểm  | Sức chứa | Loại sân    | Số trận tổ chức |
| ------------------ | --------- | -------- | ----------- | --------------- |
| Kyocera Stadion    | Den Haag  | 15.000   | Cỏ nhân tạo | 1               |
| Het Kasteel        | Rotterdam | 11.000   | Cỏ          | 2               |
| Stadion Woudestein | Rotterdam | 3.530    | Cỏ nhân tạo | 3               |

## Bảng xếp hạng
| VT | Đội        | ST | T | H | B | BT | BB | HS | Đ | Giành quyền tham dự     |
| -- | ---------- | -- | - | - | - | -- | -- | -- | - | ----------------------- |
| 1  | Thụy Điển  | 3  | 2 | 1 | 0 | 3  | 1  | +2 | 7 | Thế vận hội Mùa hè 2016 |
| 2  | Hà Lan (H) | 3  | 1 | 1 | 1 | 6  | 8  | −2 | 4 |                         |
| 3  | Thụy Sĩ    | 3  | 1 | 0 | 2 | 5  | 6  | −1 | 3 |                         |
| 4  | Na Uy      | 3  | 1 | 0 | 2 | 5  | 4  | +1 | 3 |                         |

## Các trân đấu
Múi giwof địa phương là CET (UTC+1).
| Na Uy | 0–1      | Thụy Điển    |
| ----- | -------- | ------------ |
|       | Chi tiết | Dahlkvist 3' |

| Thụy Sĩ                            | 3–4      | Hà Lan                                                                 |
| ---------------------------------- | -------- | ---------------------------------------------------------------------- |
| Humm 4' · Kiwic 74' · Bachmann 83' | Chi tiết | Melis 29' (ph.đ.) · Miedema 56' · Van den Berg 61' · Van de Sanden 63' |

| Na Uy                                             | 4–1      | Hà Lan    |
| ------------------------------------------------- | -------- | --------- |
| Haavi 30' · Mjelde 61' · Ad. Hegerberg 82', 90+1' | Chi tiết | Melis 67' |

| Thụy Điển | 1–0      | Thụy Sĩ |
| --------- | -------- | ------- |
| Seger 44' | Chi tiết |         |

| Thụy Sĩ                  | 2–1      | Na Uy         |
| ------------------------ | -------- | ------------- |
| Mauron 32' · Kiwic 90+3' | Chi tiết | C. Hansen 10' |

| Hà Lan     | 1–1      | Thụy Điển   |
| ---------- | -------- | ----------- |
| Miedema 5' | Chi tiết | Schough 45' |

## Người ghi bàn
2 bàn
- Manon Melis
- Vivianne Miedema
- Ada Hegerberg
- Rahel Kiwic

1 bàn
- Mandy van den Berg
- Shanice van de Sanden
- Emilie Haavi
- Caroline Graham Hansen
- Maren Mjelde
- Lisa Dahlkvist
- Olivia Schough
- Caroline Seger
- Ramona Bachmann
- Fabienne Humm
- Sandrine Mauron

## Các đội tuyển dự Thế vận hội
| Đội       | Ngày vượt qua vòng loại | Các lần góp mặt trước đây        |
| --------- | ----------------------- | -------------------------------- |
| Pháp      | 22 tháng 6 năm 2015     | 1 (2012)                         |
| Đức       | 22 tháng 6 năm 2015     | 4 (1996, 2000, 2004, 2008)       |
| Thụy Điển | 9 tháng 3 năm 2016      | 5 (1996, 2000, 2004, 2008, 2012) |